# Ryan Dolan
Ryan Dolan (Strabane, Irlanda del Norte; 22 de julio de 1985) es un cantante irlandés. En 2013 ganó el concurso Eurosong, por lo que representó a Irlanda en el Festival de la Canción de Eurovisión con la canción "Only love survives". Consiguió superar las semifinales, dejando atrás a 13 países, pero terminó 26.º en la final (último).